# Master of Puppets (Lied)
Master of Puppets (engl. für: „Meister der Marionetten“) ist ein Lied der US-amerikanischen Metal-Band Metallica. Es ist der zweite Titel auf dem gleichnamigen Album Master of Puppets und gleichzeitig auch dessen erste Single-Auskopplung. Es handelt sich um einen der bekanntesten Songs der Band.

## Musik und Text
Der Song wurde von allen Mitgliedern des klassischen Metallica-Line-Ups geschrieben. Der Song ist acht Minuten lang und enthält eine Reihe von Soli sowie zahlreiche Tempowechsel. In der Mitte wird das Tempo langsamer zu einer fast Iron-Maiden-ähnlichen Passage, dann beginnt sich das Tempo wieder zu steigern, bis ein sehr schnelles Solo gespielt wird.
Der Text zu Master of Puppets handelt, wie James Hetfield bestätigte, von Drogen und davon, wie sich das Leben dadurch verändert. Er ist aus der Ich-Perspektive verfasst und beschreibt, dass die Drogen wie Puppenspieler die Kontrolle über das zuvor selbstbestimmte Handeln des Süchtigen übernehmen. Die Zeile „chop your breakfast on a mirror“, zu Deutsch etwa ‚zerkleinere dein Frühstück auf einem Spiegel‘, stellt zum Beispiel die Präparierung von pulverförmigem Kokain dar.

## Hintergrund
Das Lied wurde wie der Rest des Albums Master of Puppets von September bis Dezember 1985 in den Sweet Silence Studios in Kopenhagen, Dänemark, aufgenommen und am 3. März 1986 mit Hilfe des Labels Elektra Records veröffentlicht. Die Produzenten sind Flemming Rasmussen und Metallica selbst. Mit einer Gesamtlänge von 8:38 Minuten ist es das längste Musikstück des Albums und zusammen mit Damage, Inc. auch das einzige, bei dem alle vier Mitglieder der Band aktiv an der Musik mitgearbeitet haben.

## Auszeichnungen
Das Lied wurde vom Fernsehsender VH1 zum drittbesten Metal-Lied aller Zeiten gekürt. Im März 2005 platzierte das Q Magazin es auf den ersten Platz in der Liste der 100 der „besten Gitarrenstücke“. Weiterhin lag es auf Platz 2 im Buch The Top 500 Heavy Metal Songs of All Time des Musikjournalisten Martin Popoff. Popoff fertigte dieses auf der Grundlage der Befragung tausender Heavy-Metal-Fans an, die das Stück auf diese Position wählten. Außerdem wurde es von dem englischen Gitarrenmagazin Total Guitar auf Platz 1 der 100 besten Gitarrenriffs gesetzt. Eine außerordentliche Ehre war außerdem die Wahl des Solos von Master of Puppets auf Platz 61 der 100 besten Gitarrensoli durch die Leser der Guitar World. Kirk Hammetts Soli aus Fade to Black und One wurden in derselben Liste noch höher positioniert. 2011 belegte es Platz eins in der Rangliste der „250 besten Rock- und Metalsongs aller Zeiten“ der deutschen Musikzeitschrift Rock Hard. Für den US-Metal-Hammer handelt es sich um das Beste Lied Metallicas in einer Liste von 50 Songs. In der Laudatio beschreiben die Redakteure ihn als den „definitiven“ Metallica-Song und den Höhepunkt ihres musikalischen Schaffens.
2021 platzierte der US-amerikanische Rolling Stone das Lied auf Platz 256 der 500 besten Lieder aller Zeiten.
2002 wurde die neu entdeckte parasitäre Wespenart Metallichneumon neurospastarchus nach dem Song benannt, deren Namensteil neurospastarchus die altgriechische Übersetzung von Master of Puppets ist.

## Live-Aufführungen
Das Lied wurde seit der Veröffentlichung des gleichnamigen Albums bei fast jedem Konzert gespielt, insgesamt über 1300 mal. Von 1991 bis 1997 spielten es Metallica nur bis zum zweiten Refrain, doch nach dem DVD-Konzert
Cunning Stunts, als das Lied das letzte Mal so gespielt wurde, begannen sie wieder, Master of
Puppets komplett zu spielen – das erste Mal seit der Damaged Justice Tour 1989. Weiterhin sind komplette Live-Versionen auf den DVDs zu Cliff ’em All und S&M sowie Live Shit: Binge & Purge zu finden, wobei bei letzterem nur die Performance in Seattle 1989 vollständig ist, die beiden anderen Auftritte zeigen wieder die gekürzte Fassung.

## Coverversionen und Collagen
Master of Puppets wurde von verschiedenen Künstlern gecovert:
- David Garrett – Coverversion auf dem Album Rock Symphonies
- Ugly Kid Joe – Metallic Attack: Metallica – The Ultimative Tribute
- Green Day – Teile als Live-Jam-Session
- Therapy? – Eingangsriff mit Übergang in Potato Junkie
- Trivium – Cover auf Master of Puppets: Remastered, sowie verschiedene Live-Aufführungen
- Primus – Bassist Les Claypool spielte bei Woodstock 94 das Eingangsriff mit dem E-Bass
- Sum 41 – Verarbeitung mit anderen Metallica-Stücken als Metallica-Medley auf MTV, Master of Puppets ist außerdem oft ein fester Teil der Setlist von Sum 41 bei Konzerten, zumeist spielen sie es aber ab dem zweiten (schnelleren) Gitarrensolo
- Dream Theater – Tribut-Cover live mit anderen Liedern des Albums
- Apocalyptica – Cover auf nur 3 Celli auf Plays Metallica by Four Cellos
- Die Ärzte – Teilverwendung in FaFaFa aus dem Album Die Bestie in Menschengestalt
- Die Ärzte – Teilverwendung in Cpt. Metal aus dem Album auch ab Minute 3:17
- Anthrax – Sampling eines Teiles für das eigene Lied I’m the Man
- Harptallica – Das Tribute-Duo nahm eine Aufnahme mit Harfen für ihr Album Harptallica: A Tribute
- Necro – Der New Yorker Rapper zitiert in seinem Lied Underground den Vor-Refrain
- Limp Bizkit – Live-Cover mit Gitarrist Wes Borland als Sänger
- Sevendust – Live-Cover von Teilen des Liedes
- Justice – Remix des Lieds mit häufiger Live-Präsenz
- Pendulum – Remix in der BBC-Radiosendung Mash Up
- Bang Camaro – Das Lied Swallow the Razor verwendet die leicht veränderte Zeile „I chop my breakfast on a mirror“
- Sonata Arctica – Die Power-Metal-Band führte eine Live-Version von Master of Puppets auf
- van Canto – Eine A-cappella-Version
- Holocaust – Cover auf dem Album Spirits Fly
- Robert Prince – Verwendung eines Teils der Musik für die MIDI-Sequenz zu Level 2:01, Deimos Anomaly, des Computerspiels Doom

Weitere Verwendungen
- im Film Old School
- in der Radiosendung The Savage Nation von Michael Savage
- in der Simpsons-Episode Der Koch, der Mafioso, die Frau und ihr Homer spielen Metallica als Gastauftritt in der Serie den Anfang des Lieds
- Dirty Sanchez nutzten das Eingangsriff während ihrer Auftritte in England 2006
- Das Lied ist als spielbares Lied im Musikspiel Guitar Hero: Metallica anwählbar
- Im Film Metal – A Headbanger’s Journey
- In der Serie Stranger Things, in der Folge Im Huckepack wird das Lied in großen Teilen gespielt. Das Solo wurde dabei von Tye Trujillo eingespielt, dem Sohn von Robert Trujillo, der wiederum seit 2003 Bassist der Band ist.[7]

## Kommerzieller Erfolg

### Chartplatzierungen
Master of Puppets erreichte 2022 erstmals die Charts, nachdem das Lied eine prominente Rolle in der vierten Staffel der Netflix-Serie Stranger Things erhalten hatte. Der Protagonist Eddie Munson (gespielt von Joseph Quinn) spielt dort das Lied in einer Schlüsselszene der Staffel, um die Aufmerksamkeit von dämonischen Fledermäusen von den anderen Protagonisten auf sich abzulenken. Metallica äußerten sich sowohl positiv als auch überrascht über die große Popularität des Songs, die sich danach entwickelte. Das Lied erreichte so sowohl in den Vereinigten Staaten erstmals die Billboard-Charts, als auch die Britischen Musikcharts und hielt sich mehrere Wochen dort. In Deutschland erreichte der Song erstmals Platz 100. Auch in zahlreichen weiteren Ländern verkaufte sich der Song und erreichte auch eine Reihe Auszeichnungen für Musikverkäufe. Daneben platzierte er sich auch in den Spotify Global Charts auf Platz 26.
Kurz nach dem Charterfolg wurden im Netz Stimmen laut, die sich als Gatekeeper für Metallica verstanden und die neugewonnene Popularität, insbesondere auf TikTok, kritisierten. Metallica reagierten darauf mit einem Statement, dass in der „Metallica-Familie“ jeder willkommen sein.
| ChartsChartplatzierungen       | Höchstplatzierung | Wochen |
| ------------------------------ | ----------------- | ------ |
| Deutschland (GfK)              | 100 (1 Wo.)       | 1      |
| Vereinigte Staaten (Billboard) | 35 (3 Wo.)        | 3      |
| Vereinigtes Königreich (OCC)   | 22 (5 Wo.)        | 5      |

### Auszeichnungen für Musikverkäufe
| Land/Region                  | Auszeichnungen für Musikverkäufe (Land/Region, Auszeichnung, Verkäufe) | Verkäufe  |
| ---------------------------- | ---------------------------------------------------------------------- | --------- |
| Australien (ARIA)            | 3× Platin                                                              | 210.000   |
| Dänemark (IFPI)              | Gold                                                                   | 45.000    |
| Deutschland (BVMI)           | Gold                                                                   | 300.000   |
| Griechenland (IFPI)          | Gold                                                                   | 10.000    |
| Italien (FIMI)               | Gold                                                                   | 25.000    |
| Neuseeland (RMNZ)            | 2× Platin                                                              | 60.000    |
| Portugal (AFP)               | Platin                                                                 | 20.000    |
| Spanien (Promusicae)         | Platin                                                                 | 60.000    |
| Vereinigte Staaten (RIAA)    | 3× Platin                                                              | 3.000.000 |
| Vereinigtes Königreich (BPI) | Platin                                                                 | 600.000   |
| Insgesamt                    | 4× Gold · 11× Platin ·                                                 | 4.330.000 |

Hauptartikel: Metallica/Auszeichnungen für Musikverkäufe